# لنفلاگ
لنفلاگ (به انگلیسی: Llanfaelog) یک منطقهٔ مسکونی در بریتانیا است که در انگلسی واقع شده‌است. لنفلاگ ۱٬۷۵۸ نفر جمعیت دارد.